# Картел на содо-лимонадените фабрики
Картѐл на со̀до-лимона̀дените фа̀брики е монополистично обединение в България в периода 1926 – 1944 г.

## История
Обединението се създава през 1926 – 1927 г. в София и обединява 235 предприятия за производство на газирани напитки. Осъществява разпределение на районите за продажба и поддържа високи цени на напитките. Чрез депозирането на гаранционни полици се осигурява спазването на картелния договор. От 1927 г. картелът започва сключването на договори с фабриките за въглероден диоксид. С това ги задължава да не извършват доставки на некартелираните предприятия, а също така и да спират доставките на предприятията, които нарушават картелното съглашение. Не участват около 20 фабрики в него. Картелът съществува до 1931 г., а през 1932 г. е създаден Съюза на производителите на безалкохолни напитки, който продължава дейността на картела до 1944 г.